# Именные приборы и методы в физиологии
Инструменты и методы физиологии прошлого века сейчас могут казаться странными, наивными и даже чуточку алхимическими: 
Необходимые материалы: 
 <…> треножник, горелка Бунзена, <…> фарфоровая чашка, чёрный воск, улитки.
Именные физиологические приборы и методы.
В биологии, химии и медицине существует традиция именования приборов по их разработчику. Подобные названия часто встречаются в физиологической литературе XIX — первой половины XX века. В список входят термины из учебников, руководств и монографий по физиологии.
| # А Б В Г Д Е Ё Ж З И К Л М Н О П Р С Т У Ф Х Ц Ч Ш Щ Э Ю Я |

## А
- Карл Ауэр фон Вельсбах — австрийский химик.
  - Горелка Ауэра[2] — газовая лампа, дающая мощный поток света. Использовалась в физиологии для спектроскопических исследований.

## Б
- Фистульная трубка Бакурадзе — Робинсона[3] — желудочная фистульная трубка.
- Роберт Ба́рани — австрийский оториноларинголог (1876—1936)
  - Кресло Ба́рани[4] — установка для изучения вестибулярного анализатора методом функциональных проб.
- Зажим Клода Бернара
- Пнеймограф Поля Бера
- Реактив Боаса
- Жидкость Брюкке
- Хронаксиметр Бургиньона
- Роберт Вильгельм Бунзен — немецкий химик (1811—1899):
  - Горелка Бунзена
- Карандаш Бунквеля[5] — восковой карандаш для надписей по стеклу

## В
- Эрнст Генрих Вебер — немецкий психофизиолог и анатом (1795—1878):
  - Циркуль Вебера[4] — прибор для исследования пространственного порога тактильной чувствительности (эстезиометр)[6].

## Г
- Реактив Гаммарстена
- Реакция Гая
- Гематоскоп Генок
- Краситель Гимза
- Камера Горяева — устройство для подсчёта форменных элементов крови.
- Реакция Гримберта
- Реактив Гюнцбурга

## Д
- Трубка Даннеси[7] — прибор для определения азотистых соединений в моче[Пр. 2].
- Электромагнитный отметчик Депре[8] — служит для регистрации электрических импульсов, процарапывая линию на вращающемся закопчённом цилиндре кимографа.
- Мешок Дугласа[4] — герметичный мешок для воздуха или газовой смеси. Изготавливается из прорезиненной ткани. Используется в опытах по физиологии дыхания.
- Эмиль Генрих Дюбуа-Реймон — немецкий физиолог (1818—1896)
  - Катушка Дюбуа-Реймона[9] — индуктор, предназначенный для электрического раздражения нервов и мышц в эксперименте[Пр. 3].
  - Электрод Дюбуа-Реймона[10] — неполяризующийся электрод с электрохимической схемой {\displaystyle {\rm {{Zn}-{\rm {ZnSO_{4}}}}}}.

## Ж
- Хронограф Жаке
- Бумага Жозефа
- Стол Жолие[11] — операционный стол для фиксации собаки в остром эксперименте.

## И
- Уреометр Ивона

## К
- Установка Кардо — электрофизиологическая установка для изучения изохронизма мышц.
- Электрод Кларка[10] — электрод для измерения содержания кислорода в растворе.
- Установка Кольрауша
- Пинцет Кохера
- Капсула Красногорского — Лешли[3] — капсула для раздельного получения слюны околоушной, подчелюстной и подъязычной желез у человека.
- Метод Короткова — звуковой способ определения артериального давления.

## Л
- Луи Лапик — французский физиолог (1866—1952):
  - Потенциометр Лапика
  - Неполяризующиеся электроды Лапика[12] — парные неполяризующиеся электроды, служат для раздражения нерва в остром опыте[Пр. 4].
  - Шунт Лапика
  - Хронаксиметр Лапика[13] — прибор для генерации электрических импульсов заданной длительности[Пр. 5].
- Искусственный нерв Лилли[14] — демонстрационная модель, имитирующая некоторые свойства живого нерва — возбудимость, проводимость, наличие рефрактерного периода, когда «возбуждение» невозможно[Пр. 6].
- Раствор Локка
- Манометр Лудвига

## М
- Луи Шарль Малассе — французский анатом и гистолог (1842—1909):
  - Гемохромометр Малассе[1] — прибор для измерения концентрации гемоглобина в крови. Колориметр, в котором происходит сравнение цвета эталонной стеклянной пластинки с цветом гемолизированной крови в кювете изменяемой толщины.
  - Счётная камера Малассе
- Этьен-Жюль Маре — французский физиолог и изобретатель (1830—1904):
  - Барабанчик Маре[15], капсула Маре[10] — металлическая чашечка, затянутая гуттаперчевой пленкой. Используется в пневматических системах регистрации.
  - Каретка Маре[16] — устройство, позволяющее вести длительную запись по спирали на чернёном барабане кимографа.
  - Кардиограф Маре
  - Кимограф Маре
  - Миограф Маре
  - Пнеймограф Маре
  - Сердечный пинцет Маре[17] — устройство для записи механограммы изолированного сердца и одновременной его электростимуляции.
  - Сфигмограф Маре
- Сосуд Мариотта [10][1] — используется для подачи перфузионного раствора при исследованиях изолированных органов холоднокровных.
- Зажим Мора
- Анджело Моссо — итальянский физиолог (1846—1910)
  - Эргограф Моссо[18]
- Клапан Мюллера

## Н
- Альбрехт Эдуард Нагель — немецкий клиницист, профессор глазных болезней (1833—1885)
  - Аномалоскоп Нагеля — прибор для испытания цветового зрения и выявления его аномалий.

## П
- Прибор Панченкова[4] — служит для измерения скорости оседания эритроцитов (СОЭ) в вертикальных капиллярах.
- Папинов котёл[19] — автоклав с нагреванием светильным газом. Использовался для стерилизации. Особенность конструкции — в запирании крышки не на болты, а эксцентриковыми крючьями. Выдерживал давление до 2 атмосфер.
- Осциллограф Пашона
- Осциллометр Пашона
- Перфузатор Пашона[1] для изолированного сердца теплокровных.
- Сепаратор Пашона
- Юлиус Рихард Петри — немецкий микробиолог (1852—1921):
  - Чашка Петри
- Метод Поггендорфа

## Р
- Аномалоскоп Рабкина — прибор для испытания цветового зрения и выявления его аномалий.
- Аномалоскоп Раутиана — прибор для испытания цветового зрения и выявления его аномалий.
- Сидней Рингер — британский врач и фармаколог (1835—1910)
  - Раствор Рингера
- Трубка Рише — Нуазета
- Генрих Даниэль Румкорф— немецкий изобретатель, механик (1803—1877):
  - Катушка Румкорфа — устройство для получения импульсов высокого напряжения.

## С
- Герман За́ли[англ.] — швейцарский врач-гематолог (1856—1933)
  - Гемометр Са́ли[4] — прибор для колориметрического измерения содержания гемоглобина в крови.
- Реакция Салковского
- Герман Фридрих Станниус — немецкий физиолог (1808—1883):
  - Лигатура Станниуса[10] — лигатура, наложенная в остром эксперименте на сердце, разобщающая его центры автоматии. См. опыт Станниуса

## Т
- Тироде, Морис Вежю — американский фармаколог (1878—1930):
  - Раствор Тирода[1], раствор Тироде[10] — одна из разновидностей физиологического раствора с глюкозой, для теплокровных.
- Уильям Томсон — британский физик (1824—1907):
  - Гальванометр Томсона — высокочувствительный зеркальный гальванометр, использовавшийся до разработки усилителей биопотенциалов для регистрирации электрической активности тканей.

## У
- Чарльз Уитстон — английский физик (1802—1875):
  - Мостик Уитстона
- Реактив Уффельмана

## Ф
- Периметр Форстера[4] — прибор для определения ширины поля зрения.
- Канюля Франсуа-Франка

## Х
- Компаратор Хеллижа
- Газоанализатор Холдена[4] — служит для количественного химического анализа выдыхаемого воздуха. Принцип основан на поглощении газов растворами едкого натра и пирогаллола.

## Ц
- Хендрик Цваардемакер (правильнее Звардемакер) — нидерландский физиолог (1857—1930):
  - Ольфактометр Цваардемакера

## Ч
- Иоганн Чермак — чешский и австрийский физиолог (1828—1873):
  - Фиксирующий аппарат Чермака[20][21] — столик с головодержателем, для фиксации кролика в остром эксперименте.

## Ш
- Микроцентрифуга Шкляра[4] — ручная центрифуга для осаждения форменных элементов крови.
- Канюля Штраубе[10][4] — стеклянная канюля для перфузии изолированного сердца лягушки.

## Э
- Прибор Эсбаха
- Теодор Вильгельм Энгельман — немецкий ботаник, физиолог и микробиолог (1843—1909):
  - Рычажок Энгельмана[10] — трёхплечий рычажок, служит для регистрации механической активности подвижной системы.